# Uredopeltis chevalieri
Uredopeltis chevalieri är en svampart som beskrevs av J. Walker & R.G. Shivas 2004. Uredopeltis chevalieri ingår i släktet Uredopeltis och familjen Phakopsoraceae.   Inga underarter finns listade i Catalogue of Life.